# Matías Presentado
Matías Isidoro Presentado (Mar del Plata, 30 agosto 1992) è un calciatore argentino, difensore del Círculo Dep. (O).

## Caratteristiche tecniche
Gioca come difensore centrale.